# Филдинг, Рудольф, 8-й граф Денби
Рудольф Уильям Бэзил Филдинг (англ. Rudolph William Basil Feilding; 9 апреля 1823 — 10 марта 1892) — британский аристократ, 8-й граф Денби, 8-й виконт Филдинг и 8-й барон Филдинг в пэрстве Великобритании, 7-й граф Десмонд, 7-й виконт Каллан и 7-й барон Филдинг в пэрстве Ирландии с 1865 года.

## Биография
Рудольф Филдинг родился в семье Уильяма Филдинга, 7-го графа Денби, и его жены Мэри Моретон. Он учился в Итоне и Тринити-колледже Кембриджского университета, в 1844 году получил степень магистра искусств. В 1850 году Филдинг занял пост верховного шерифа Флинтшира. В 1860 году сформировал 4-й Флинтширский стрелковый добровольческий корпус, которым командовал с 1862 года в звании майора. 2 июля 1873 года он стал почетным полковником 1-го батальона флинтширских стрелков.
В 1850 году Филдинг принял католичество. С этого времени он постоянно участвовал в деятельности католических благотворительных организаций.
8-й граф Денби был женат дважды: с 1846 года на Луизе Пеннант (дочери Дэвида Пеннанта и Эммы Бруденелл) и с 1857 года на Мэри Беркли, дочери Роберта Беркли и Генриетты Софии Бенфилд. Во втором браке родились:
- Клэр Мари Генриетта (умерла в 1895);
- Эдит Мари Фрэнсис (умерла в 1918);
- Хильда (умерла в 1866);
- Агнес Мэри (умерла в 1921), жена Чарльза де Траффорда[4];
- Рудольф (1859—1939), 9-й граф Денби;
- Фрэнсис (1867—1936);
- Уинифрид (приблизительно 1869—1959), жена Гервазия Элвиса[4];
- Монсионьор (1873—1906);
- Филипп (родился и умер в 1877)[5].